# Elecciones parlamentarias de Noruega de 1997
Las elecciones parlamentarias se celebraron en Noruega los días 14 y 15 de septiembre de 1997. Antes de las elecciones, el Primer Ministro Thorbjørn Jagland del Partido Laborista (Ap) había emitido el ultimátum 36,9. Declarando que el gobierno renunciaría a menos que obtuviera el 36.9% de los votos, el porcentaje ganado por el partido en 1993 bajo Gro Harlem Brundtland. Si bien los laboristas ganaron la mayoría de escaños, no pudieron alcanzar el umbral de 36.9% de Jagland, obteniendo el 35% de los votos.
Como resultado de esto, el gobierno laborista renunció, siendo reemplazado por una coalición centrista conformada por el Partido Demócrata Cristiano (KrF), el Partido Liberal (V) y el Partido del Centro (Sp), con Kjell Magne Bondevik del Partido Demócrata Cristiano (KrF) como Primer Ministro, y con la confianza y el apoyo del Partido Conservador (H) y el Partido de Progreso (FrP).

## Resultados
| Partido       | Partido                                 | Votos     | Votos  | Votos | Escaños   | Escaños |
| Partido       | Partido                                 | Obtenidos | %      | +/−   | Obtenidos | +/−     |
| ------------- | --------------------------------------- | --------- | ------ | ----- | --------- | ------- |
|               | Partido Laborista (Ap)                  | 904.362   | 35,00  | +1,91 | 65        | -2      |
|               | Partido del Progreso (FrP)              | 395.376   | 15,30  | +9,02 | 25        | +15     |
|               | Partido Conservador (H)                 | 370.441   | 14,34  | −2,69 | 23        | −5      |
|               | Partido Demócrata Cristiano (KrF)       | 353.082   | 13,66  | +5.78 | 25        | +12     |
|               | Partido de Centro (Sp)                  | 204.824   | 7,93   | -8,81 | 11        | -21     |
|               | Partido de la Izquierda Socialista (SV) | 155.307   | 6,01   | -1,90 | 9         | −4      |
|               | Partido Liberal (V)                     | 115.077   | 4,45   | +0,84 | 6         | +5      |
|               | Rød Valgallianse (RV)                   | 43.252    | 1,67   | +0,6  | 0         | -1      |
|               | Pensjonistpartiet (Pp)                  | 16.031    | 0,62   | -0,43 | —         | —       |
|               | Diputados No-Partidistas (TVF)          | 9.195     | 0,36   | +0,33 | 1         | +1      |
|               | Otros partidos e Independientes         | 17.214    | 0,68   |       |           |         |
| Total         | Total                                   | 2.584.161 | 100,0  |       | 165       |         |
| Votos Válidos | Votos Válidos                           | 2.584.161 | 99,63  |       |           |         |
| Votos Nulos   | Votos Nulos                             | 9.508     | 0,37   |       |           |         |
| Participación | Participación                           | 2.593.669 | 78,33  |       |           |         |
| Registrados   | Registrados                             | 3.311.190 | 100.00 |       |           |         |
| Fuente:       |                                         |           |        |       |           |         |